# Nguyễn Bá Cẩn
Nguyễn Bá Cẩn (9 tháng 9 năm 1930 – 20 tháng 5 năm 2009) là cựu chính khách Việt Nam Cộng hòa. Ông từng giữ chức vụ Chủ tịch Hạ nghị viện và Thủ tướng Việt Nam Cộng hòa áp chót dưới thời Tổng thống Nguyễn Văn Thiệu và Trần Văn Hương.

## Thân thế và học vấn
Ông sinh ngày 9 tháng 9 năm 1930 tại Cần Thơ, Nam Kỳ, Liên bang Đông Dương trong một gia đình nông dân khá giả. Sau khi tốt nghiệp tú tài, ông nhập ngũ vào học Khóa I Sinh viên Sĩ quan Trừ bị Thủ Đức năm 1951. Sau khi tốt nghiệp năm 1953, ông tiếp tục đăng ký và thi đậu vào học Khóa I Trường Quốc gia Hành chánh năm 1954 và tốt nghiệp thủ khoa ngành hành chánh của trường này năm 1957.

## Sự nghiệp chính trị

### Ban đầu
Khởi đầu sự nghiệp chính trị với chức vụ Quận trưởng quận Cái Bè, Định Tường năm 1958; Phó Tỉnh trưởng Định Tường năm 1959; Phó Tỉnh trưởng Phước Tuy năm 1962 rồi Phó Tỉnh trưởng Long An năm 1964.

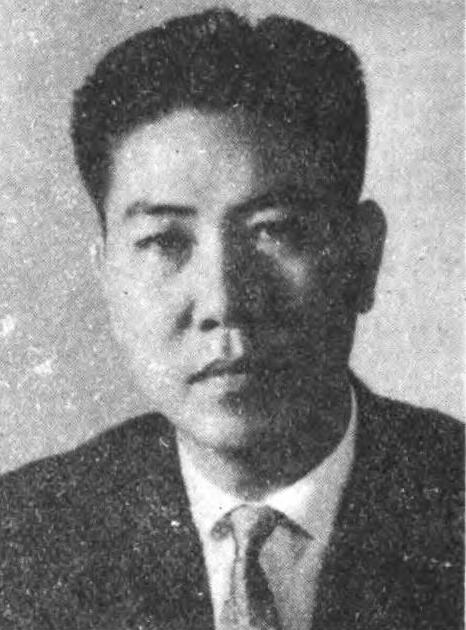
Chân dung chính thức của Nguyễn Bá Cẩn vào năm 1968

Năm 1967 thời Đệ Nhị Cộng hòa ông đắc cử vào Quốc hội làm Dân biểu tỉnh Định Tường, sau đó được cử là Đệ Nhị Phó Chủ tịch Hạ nghị viện. Cuối năm 1967, ông liên kết với Nghị sĩ Đặng Văn Sung thuộc Liên danh Nông Công Binh tại Thượng nghị viện thành lập Liên khối Dân chủ Xã hội lưỡng viện. Năm 1969, khối này liên kết với ông Trần Quốc Bửu, Chủ tịch Tổng liên đoàn Lao công Việt Nam, để thành lập Đảng Công Nông Việt Nam, với ông Trần Quốc Bửu làm Chủ tịch, còn ông trở thành Tổng Bí thư. Tại nhiệm kỳ II (1971–1975) của Quốc hội, ông được bầu làm Chủ tịch Hạ nghị viện.

### Thủ tướng Việt Nam Cộng hòa
Tháng 3 năm 1975, sau khi quân đội Việt Nam Dân chủ Cộng hòa đã kiểm soát được hầu hết miền Trung và cao nguyên, trước áp lực của Hoa Kỳ đòi hỏi phải có một cuộc cải tổ sâu rộng thành phần chính phủ để ổn định nội tình Miền Nam và có đủ sức mạnh để đối thoại với phía Cộng sản, Tổng thống Nguyễn Văn Thiệu đã mời ông ra nắm chức vụ Thủ tướng, thay cho thủ tướng đương nhiệm là Trần Thiện Khiêm vừa từ chức.

#### Nội các chính phủ
Ngày 14 tháng 4 năm 1975, ông trình danh sách Nội các với danh xưng "Chính phủ Đoàn kết Quốc gia" lên Tổng thống Thiệu. Ông Cẩn đứng đầu Nội các có nhiều chuyên viên và chính trị gia được xem là "mạnh" nhiều lần hơn so với các nội các của Sài Gòn trước đó.
- Thủ tướng: Nguyễn Bá Cẩn
- Phó Thủ tướng: Tiến sĩ Nguyễn Văn Hảo kiêm Tổng trưởng Canh nông và Kỹ nghệ
- Phó Thủ tướng: Kỹ sư Dương Kích Nhưỡng (đặc trách Cứu trợ và Định cư)
- Phó Thủ tướng: Trần Văn Đôn (đặc trách Thanh tra) kiêm Tổng trưởng Quốc phòng
- Tổng trưởng Ngoại giao: Luật sư Vương Văn Bắc
- Tổng trưởng Nội vụ: Bửu Viên
- Tổng trưởng Tài chánh: Lê Quang Trường
- Tổng trưởng Kế hoạch: Tiến sĩ Nguyễn Tiến Hưng
- Tổng trưởng Tư pháp: Luật sư Ngô Khắc Tịnh
- Tổng trưởng Xã hội: Giáo sư Trần Văn Mãi
- Tổng trưởng Y tế: Nghị sĩ Tôn Thất Niệm
- Tổng trưởng Công chánh giao thông: Kỹ sư Nguyễn Xuân Đức
- Tổng trưởng Văn hóa: Giáo sư Nguyễn Duy Xuân
- Tổng trưởng Thông tin: Chuẩn tướng Phan Hòa Hiệp
- Bộ trưởng Phủ Thủ tướng: Nguyễn Long Châu
- các Quốc vụ khanh: Luật sư Lê Trọng Quát, Giáo sư Phạm Thái, Nguyễn Xuân Phong

và nhiều Tổng trưởng, Thứ trưởng, Cố vấn khác như Thẩm phán Huỳnh Đức Bửu, Giáo sư Nguyễn Thanh Liêm, Kỹ sư Đoàn Minh Quan, Kỹ sư Nguyền Hữu Tân, Nguyễn Quang Diệp.

#### Cuối nhiệm kỳ và từ chức
Tuy nhiên, chỉ 1 tuần sau, khi phòng tuyến Xuân Lộc bị phá vỡ, ngày 21 tháng 4, Tổng thống Thiệu tuyên bố từ chức, nhường quyền lại cho Phó Tổng thống Trần Văn Hương. Chính phủ sụp đổ và đến ngày 25 tháng 4, thủ tướng Nguyễn Bá Cẩn cũng đệ đơn xin từ chức lên tân tổng thống nhưng được yêu cầu xử lý thường vụ đến khi có thủ tướng mới.
Những giờ phút cuối cùng trong chức vụ của mình, ông đã tường thuật lại trong cuộc phỏng vấn của nhà báo Hạnh Dương như sau:
"Vấn đề Việt Nam lúc bấy giờ là một ván bài chung của Hoa Kỳ và Pháp. Họ đã nhúng tay vào và đã sắp đặt tất cả. Họ buộc chúng ta phải đầu hàng, phải bàn giao nguyên trạng. Ngày 21 tháng 4 năm 1975, Tổng thống Nguyễn Văn Thiệu phải từ chức, theo Hiến pháp, ông đã bàn giao cho Phó Tổng thống Trần Văn Hương lên làm Tổng thống. Ngày 25 tháng 4 năm 1975, tôi từ chức Thủ tướng Việt Nam Cộng hòa, nhưng Tổng thống Trần Văn Hương yêu cầu tôi phải ở lại tiếp tục xử lý thường vụ cho đến ngày 28 tháng 4 năm 1975 để chờ tân chính phủ."
...
"Sáng ngày 27 tháng 4 năm 1975, tôi dự phiên họp khẩn cấp và kín với Tổng thống Trần Văn Hương tại tư dinh dành cho Phó Tổng thống để thảo luận về việc Hoa Kỳ, Pháp và Cộng sản Bắc Việt buộc phải bàn giao cho tướng Dương Văn Minh. Tôi đã trình Tổng thống Trần Văn Hương rằng nếu Tổng thống tự động bàn giao cho tướng Minh thì sau nầy ngàn đời lịch sử sẽ oán trách Tổng thống! Tôi đề nghị Tổng thống Trần Văn Hương là nên trao lại quyền cho Lưỡng viện Quốc hội quyết định. Nếu Quốc hội đồng ý cho bàn giao thì Tổng thống sẽ bàn giao cho ông Dương Văn Minh và như thế Tổng thống tránh được hành động vi hiến."'
...
"Phiên họp kết thúc lúc 12 giờ trưa. Tôi vừa trở về đến dinh Thủ tướng vào lúc 12 giờ 15 thì Đại sứ Martin của Hoa Kỳ đã gọi điện thoại nói với tôi rằng "Đêm 26 tháng 4 năm 1975, Cộng sản Bắc Việt bắn hỏa tiễn vào trung tâm Sài Gòn là để cảnh cáo mà thôi. Nay Cộng sản Bắc Việt đã dàn sẵn 20 sư đoàn quanh Sài Gòn rồi và Bắc Việt đòi buộc phải bàn giao chức Tổng thống cho ông Dương Văn Minh, bất cứ người nào khác đều không được chấp thuận, và buộc phải bàn giao trước 12 giờ khuya ngày 27 tháng 4 năm 1975, nếu không thì Bắc Việt sẽ pháo kích bình địa Sài Gòn. Vậy xin Thủ tướng hãy giúp Chủ tịch Thượng viện Trần Văn Lắm triệu tập phiên họp Lưỡng viện Quốc hội khẩn cấp."
...
"Tôi đã chỉ thị cho hệ thống truyền thanh và truyền hình Sài Gòn cứ phát nhạc hùng và vài phút đọc lệnh triệu tập Lưỡng viện Quốc hội một cách khẩn cấp. Nhờ đó mà đêm 27 tháng 4 năm 1975 có đủ túc số hợp lệ, tức là quá bán tổng số 159 vị Dân biểu và 60 vị Nghị sĩ đã họp mặt để quyết định có đồng ý hay không việc trao quyền hành cho tướng Dương Văn Minh theo như Cộng sản Bắc Việt đã yêu cầu, nếu không thì Sài Gòn sẽ bị tấn công bình địa. Lưỡng viện Quốc hội đã biểu quyết chấp thuận và chiều ngày 28 tháng 4 năm 1975 thì Tổng thống Trần Văn Hương đã trao lại chức vụ Tổng thống cho cựu Đại tướng Dương Văn Minh."
Sau khi Tổng thống Trần Văn Hương từ chức và trao quyền Tổng thống cho tướng Dương Văn Minh, cựu ngoại trưởng Vũ Văn Mẫu được mời ra giữ chức vụ thủ tướng. Cựu thủ tướng Nguyễn Bá Cẩn chính thức rời khỏi chức vụ. Tuy nhiên, tình hình Việt Nam Cộng hòa vẫn không thể vãn hồi. Chỉ 2 ngày sau, tướng Dương Văn Minh buộc phải tuyên bố đầu hàng Chính phủ Cách mạng Lâm thời Cộng hòa miền Nam Việt Nam. Chính thể Việt Nam Cộng hòa hoàn toàn sụp đổ.

## Lưu vong và qua đời
Sau khi từ chức, ông đã thu xếp cho vợ và con gái út lên chuyến bay Air France cuối cùng đi qua Paris vào ngày 26 tháng 4. Mãi 2 ngày sau, ông được Đại sứ quan Hoa Kỳ cho máy bay C-130 của quân đội Hoa Kỳ đưa qua Philippines. Trên chuyến bay này còn có cả Hoàng Đức Nhã và Phan Quang Đán, 2 chính khách kỳ cựu. Từ Philippines, nhà chức trách Hoa Kỳ đưa ông sang California. Sau khi ông đến Sacramento, vợ và con gái út của ông cũng được chính phủ Mỹ chấp thuận cho phép từ Paris nhập cư vào Hoa Kỳ để đoàn tụ.
Sau khi định cư tại miền bắc California, ban đầu ông hùn vốn mở trạm bán xăng nhỏ tại thành phố Mountain View. Tuy nhiên chỉ sau 3 tháng việc kinh doanh phải ngừng lại vì lỗ vốn. Sau đó, ông đăng ký theo học ngành điện toán khi đã 46 tuổi. Năm 1979, ông tốt nghiệp ngành lập trình (programmer) và vào làm việc tại hãng Standard Oil, về sau là Chevron Texaco Corp, công tác tại bộ phận Computer Dept mãi đến năm 1998 mới về hưu.
Thời hưu trí, ông dành thời gian để hoạt động xã hội và nhân quyền. Tháng 9 năm 2003, ông cho xuất bản tập hồi ký Đất nước tôi nói về cuộc đời của ông. Tháng 5 năm 2009, ông nộp hồ sơ "Thềm lục địa Việt Nam" lên Liên Hợp Quốc, khẳng định chủ quyền Việt Nam trên vùng biển Đông và các quần đảo Hoàng Sa và Trường Sa.
Ông qua đời lúc 4 giờ 30 sáng ngày 20 tháng 5 năm 2009 tại Regional Medical Center, thành phố San Jose, tiểu bang California, Hoa Kỳ.

## Đời tư
Tháng 12 năm 1950, trước khi vào quân trường Thủ Đức, ông lập gia đình với bà Elizabeth Nguyễn Thị Tu, một giáo dân Công giáo. Ông bà có với nhau 3 người con: 1 trai, 2 gái.
Tuy vợ là giáo dân Công giáo nhưng ông không theo đạo. Mãi đến ngày 7 tháng 12 năm 1996, sau gần 1 năm tìm hiểu giáo lý, ông mới làm Bí tích Thánh tẩy và lấy tên thánh bổn mạng là Phêrô.